# Nangka (Air Gegas)
Nangka is een bestuurslaag in het regentschap Bangka Selatan van de provincie Bangka-Belitung, Indonesië. Nangka telt 3273 inwoners (volkstelling 2010).